# Geostiba nebuligena
Geostiba nebuligena är en skalbaggsart som beskrevs av Vladimir I. Gusarov 2002. Geostiba nebuligena ingår i släktet Geostiba och familjen kortvingar. Inga underarter finns listade i Catalogue of Life.